# Курба Вела
43° 41′ 30″ N 15° 30′ 03″ E / 43.69167° С; 15.50083° И
Курба Вела је ненасељено острвце у хрватском дијелу Јадранског мора. Налази се у Корнатском архипелагу југозападно од Смоквице Веле и Корната. Дио је Националног парка Корнати. Њена површина износи 1,74 km², док дужина обалске линије износи 11,684 km. Највиши врхови Јужна глава и Височан су високи 117 m, односно 106 m. Грађена је од кречњака кредне и еоценске старости. Административно припада општини Муртер-Корнати у Шибенско-книнској жупанији.